# Centro de Estatística Religiosa e Investigações Sociais
O Centro de Estatísticas Religiosas e Investigações Sociais (CERIS) é uma fundação de fins sociais vinculada à Conferência Nacional dos Bispos do Brasil (CNBB) e a Conferência dos Religiosos do Brasil (CRB). Criada em 1962, a instituição tem por missão contribuir para uma presença mais significativa da Igreja Católica na sociedade, com estudos, pesquisas e também ações que propiciem o desenvolvimento de sua ação pastoral e social. Dentre os projetos de maior importância estão o Censo Anual da Igreja Católica no Brasil e o Anuário Católico do Brasil.

## Estrutura
Desde sua fundação, o CERIS teve como marca forte a avaliação de projetos, pesquisas e monitoramento de experiências populares e pastorais, além de assessoria a movimentos sociais e eclesiais, financiamentos e apoio a pequenas iniciativas. Junto à sociedade civil, elaborou pesquisas, apoiou iniciativas comunitárias em todas as regiões do país, atendendo assim à demandas de grupos que desejavam mobilizar-se e executar projetos voltados à própria organização e à própria emancipação. Estes apoios consistiam, em geral, no aporte de recursos financeiros e na orientação técnica, sobretudo em planejamento, monitoramento e avaliação de atividades.
O CERIS é uma das instituições sociais com maior experiência no atendimento a iniciativas populares, para a produção de conhecimento e desenvolvimento de tecnologia. Já apoiou, nestes 45 anos, mais de 3 mil realizações, além de ter analisado cerca de 8 mil solicitações. Somente no ano de 2003, analisou 694 projetos sociais, dos quais 167 foram apoiados diretamente.

## Censo da Igreja Católica no Brasil
Como outros setores sociais, a Igreja Católica possui um levantamento periódico de seus endereços, grupos hierárquicos e membros. A pesquisa e a sistematização dessas informações no Brasil, remontam ao ano de 1933, quando o Pe. João Batista Lehmann, da Congregação do Verbo Divino, escreveu a primeira Synopse da hierarchia ecclesiastica brasileira, inclusive Ordens e Congregações religiosas, sob o nome de “O Brasil Católico”. Mais tarde, em 1955, a Conferência dos Religiosos do Brasil (CRB) editou o primeiro Anuário dos Religiosos, que depois foi seguindo por três outros, em 1957, 58 e 60. A iniciativa da Conferência Nacional dos Bispos do Brasil – CNBB, relativamente às dioceses e ao clero secular, também é do mesmo período, quando publicou os anuários católicos de 1957 e 1960.
Em 1962, a CNBB e a CRB decidiram criar o CERIS com a missão de ampliar, não somente o escopo da pesquisa a toda a Igreja, consolidando os Anuários Católico e dos Religiosos em uma só publicação, mas também a distribuição do novo Anuário Católico do Brasil a todo o território nacional. Assim, desde a fundação, o CERIS realiza o Censo Anual da Igreja Católica do Brasil (CAICBr), por delegação exclusiva da CNBB, como atividade permanente.

## Alguns dados divulgados pelo Censo da Igreja Católica no Brasil 2010
- População total: 190 775 799
- Paróquias: 10 720
- Presbíteros: Diocesanos (14.091) + Religiosos (8.028)= 22 119
- Diáconos permanentes: 2 711
- Irmãos: 4 003(2005)
- Irmãs: 33 386

## Anuário Católico
Gerado a partir do Censo Anual da Igreja Católica no Brasil (CAIC-Br), o Anuário Católico foi publicado pela primeira vez em 1965 e contém os nomes e endereços de todos os bispos, padres, religiosos(as), diáconos, dioceses, paróquias, congregações e institutos da Igreja no Brasil. O mesmo se constitui no principal instrumento de identificação, registro e estatística da Igreja Católica no país, há mais de 45 anos.
A última edição do Anuário Católico foi publicada em 2012 e, devido a um processo de reestruturação interna, o CERIS não pôde realizar o censo nos anos seguintes. 
No período em que o Anuário Católico não foi editado pelo CERIS, outras ações promovidas por terceiros foram publicadas sem a aprovação do CERIS ou da CNBB. A Conferência Nacional dos Bispos do Brasil então publicou uma nota alertando sobre a privação dos direitos de publicação do material para que não sejam divulgadas informações não oficiais à Igreja Católica e que também a venda de outro material não prejudique a arrecadação de fundos para as atividades assistenciais e estatísticas do CERIS.